# Споживчий кредит
Споживчий кредит — це надання грошових коштів кредитодавцем (банком або іншою фінансовою установою) приватній особі на її особисті потреби (не пов'язані з комерційною діяльністю).
Споживчі кредити слід відрізняти від мікрокредитування, що призначене для фінансування підприємницької діяльності фізичних осіб.
Споживчі кредити діляться на два типи:
- гроші до зарплати — короткострокові (до 1 місяця) на покриття поточних витрат
- купівля в кредит — на придбання товару, наприклад, побутової техніки

## Загальний опис
Споживчий кредит надається безпосередньо домашнім господарствам. Його об'єктами є товари тривалого користування (квартири, меблі, автомобілі тощо). Він виступає або у формі продажу товарів з відтермінуванням платежу, або у формі надання банківської позики на споживчі цілі. При цьому забирається досить високий реальний процент.
Споживчий кредит супроводжують додаткові комісії і збори, які збільшують вартість кредиту і формують так звану приховану відсоткову ставку, яку називають терміном «ефективна» або «реальна». Вартість кредиту також значно залежить від наявності забезпечення. У більшості випадків, строк споживчого кредиту без забезпечення в Україні становить до 2 років, а з забезпеченням — до 5 років. Як вже зазначалося, отримуючи позику, варто звертати увагу не на декларовану банками номінальну ставку, а на її реальну вартість. Так, згідно з даними компанії «Простобанк Консалтинг» (займається аналітикою банківського ринку України та Росії), станом на кінець серпня 2013 року середньоринкова ефективна ставка споживчого кредитування з забезпеченням строком 2 роки становила 30,35 % річних. А середньоринкова ефективна ставка споживчого кредитування без забезпечення строком 5 років — 63,73 % річних[джерело?]. Вибірка банків — топ-50 фінансових установ, що обслуговують фізичних осіб в Україні, а також менші банки, що в цілому становить близько 80 установ.
Розрахунок реальної вартості позики включає в себе, окрім номінальної ставки, наступні платежі та умови продукту:
1. одноразові комісії (станом на серпень 2013 року їх середньориноковий показник становив 1,42 % від суми в сегменті кредитів із забезпеченням та 5 % — без забезпечення);
2. періодичні комісії;
3. аванс;
4. схема виплати заборгованості (класична/ануїтет).

Також, згідно даних компанії, ефективна ставка більшості банківських програм у сегменті забезпеченого кредитування (а саме 54,5 %) перебувала в діапазоні від 21,33 % до 24,61 % річних, а в сегменті незабезпеченого кредитування — в діапазоні від 60,26 % до 70,29 % річних (34,21 % проаналізованих програм).
Якщо проаналізувати динаміку ефективних ставок з початку 2013 року, їх рівень в сегменті кредитів з забезпеченням незначно знизився — на 3 в.п., а в сегменті без забезпечення — збільшився на 5,7 в.п., у той час, як по іншим цільовим позикам для фізичних осіб було зафіксовано падіння більш як на 3 в.п. внаслідок накопичення банками гривневої ліквідності та здешевлення пасивів в першому півріччі поточного року.
Згідно з прогнозами експертів банківського сектора, до кінця року вартість кредитування підвищиться, внаслідок здорожчання залучених ресурсів.
Часто конкретні умови кредитної угоди залежать не тільки від самого банку, але і від пари банк-продавець. Довгострокові відносини з банками-партнерами дозволяють реселерам впливати на формування кредитних пропозицій і короткострокових акцій в торгових мережах.
До споживчих кредитів належать також розстрочки. В цьому випадку частина процентного боргу погашається за рахунок знижки, яка надається торговою компанією.
При видачі кредиту на придбання товарів тривалого користування жодних звітів про цільове використання коштів позичальник банку не надає. Споживчий кредит надається тим громадянам, які мають постійне джерело доходів. Максимальний розмір позички на придбання товарів тривалого користування встановлюється в залежності від середньомісячної заробітної плати позичальника, але сума кредиту не повинна перевищувати розмір, встановлений правлінням банку. Строк користування кредитом визначається залежно від об'єкту кредитування, розміру позички, платоспроможності клієнта. Як правило, строк користування кредитом не перевищує двох років, а в окремих випадках — трьох. Щодо споживчого кредиту на витрати капітального характеру, то він потребує від населення надання банкам звітів про цільове використання одержаних коштів.

## Плюси і мінуси купівлі товару в кредит

### Плюси
- купівля в кредит рятує від можливості здорожчання товару в майбутньому;
- купівля в кредит рятує від можливості зникнення товару з полиць магазинів;
- купівля в кредит дозволяє купити на місці товар потрібної модифікації, за умови, що він є у наявності;
- купівля в кредит дозволяє купити товар в момент його найбільшої актуальності для покупців;
- купівля в кредит дозволяє оплатити товар меншими платежами протягом декількох місяців.

### Мінуси
- процент по кредиту збільшує вартість товару.
- найбільш суттєвим недоліком у психологічному плані є те, що первинне задоволення від товару проходить досить швидко, а за нього ще довгий час належить виплачувати платежі по кредиту.